# Абакумов, Алексей Алексеевич
Алексе́й Алексе́евич Абаку́мов (20 сентября 1946, Ишимбай — 14 ноября 2021, Обнинск) — российский учёный.

## Достижения
Впервые в России и в мировой практике предложил способы диагностики газонефтепроводов и другого крупногабаритного оборудования, основанные на применении магнитных интроскопов. В 1982 году построил первый опытный образец магнитного интроскопа с матричным феррозондовым преобразователем. Обосновал возможность использования магнитных интроскопов в шурфах для диагностирования дефектов сплошности газонефтепроводов без снятия изоляционного покрытия и в поисковых системах внутритрубных инспекционных снарядов.
Доктор технических наук (1985), профессор (1987).

## Образование
- Выпускник школы № 1 (1963)[2];
- Томский институт радиоэлектроники и электронной техники (1969);
- аспирантура Московского автомеханического института (1975).

## Трудовая деятельность[3]
С 1967 года работал на Салаватском нефтехимическом комбинате.  В 1968 году принят на должность инженера по магнитной диагностике глубинно-насосных штанг в НГДУ «Ишимбайнефть» ПО Башнефть. С 1969 года преподаёт в Ишимбайском нефтяном техникуме, с 1971 по 1987 - работал преподавателем на кафедре электротехники Уфимского нефтяного института, с 1986 заведующий кафедрой электротехники Уфимского нефтяного института, одновременно  с 1972 — в Салаватском филиале Уфимского нефтяного института, с 1987 года заведующий кафедрой электротехники и электроники Обнинского института атомной энергетики — филиала Национального исследовательского ядерного университета «МИФИ», одновременно с 1999 года генеральный директор Центра диагностики трубопроводов «Интроско» (г. Обнинск).

## Научная деятельность
Первым в СССР предложил способы диагностики магнитными интроскопами крупногабаритного газонефтяного оборудования, включая газонефтепроводы (1970-е годы). Разработал матричные преобразователи для визуализации магнитных полей рассеяния от дефектов сплошности, телевизионно-вычислительные методы и средства для обработки изображений дефектов, измерения их геометрических размеров: длины, глубины и ширины.
Автор 170 научных трудов, в том числе 7 книг и 94 авторских свидетельств и патентов на изобретения в области магнитной диагностики.
Некоторые работы
- Магнитная диагностика газонефтепроводов. М., 2001 (соавт.).
- Зарождение магнитоскопии подземных трубопроводов: воспоминания. М., 2005.

## Сочинения
- Магнитная диагностика газонефтепроводов / А.А. Абакумов, А.А. Абакумов (мл.). - М. : Энергоатомиздат, 2001. - 432 с. : ил.; 22 см.; ISBN 5-283-01683-8
- Зарождение магнитоскопии подземных трубопроводов : воспоминания / Алексей Абакумов. - М. : Энергоатомиздат, 2005. - 303 с., [8] л. ил., цв. ил., портр.; 22 см.; ISBN 5-283-00798-7 : 1000
- Разработка и исследование рентгенотелевизионной измерительной системы для интроскопии сварных швов [Текст] : Автореферат дис. на соиск. учен. степени канд. техн. наук : (05.11.16) / Комитет стандартов при Совете Министров. Всесоюз. науч.-исслед. ин-т метрол. службы. - Москва : [б. и.], 1975. - 25 с. : ил.

## Семья
Женат, имеет сына, дочь, внуков. Сын — Алексей, преподаватель кафедры компьютерных систем, сетей и технологий Обнинского института атомной энергетики, к. т. н.